# کوتلیک (آلاسکا)
کوتلیک (به انگلیسی: Kotlik) شهری در ناحیه سرشماری وید همپتون ایالت آلاسکا است که جمعیت آن در سرشماری سال ۲۰۰۰ میلادی ۵۹۱ نفر بوده‌است.